# Sagrada Família

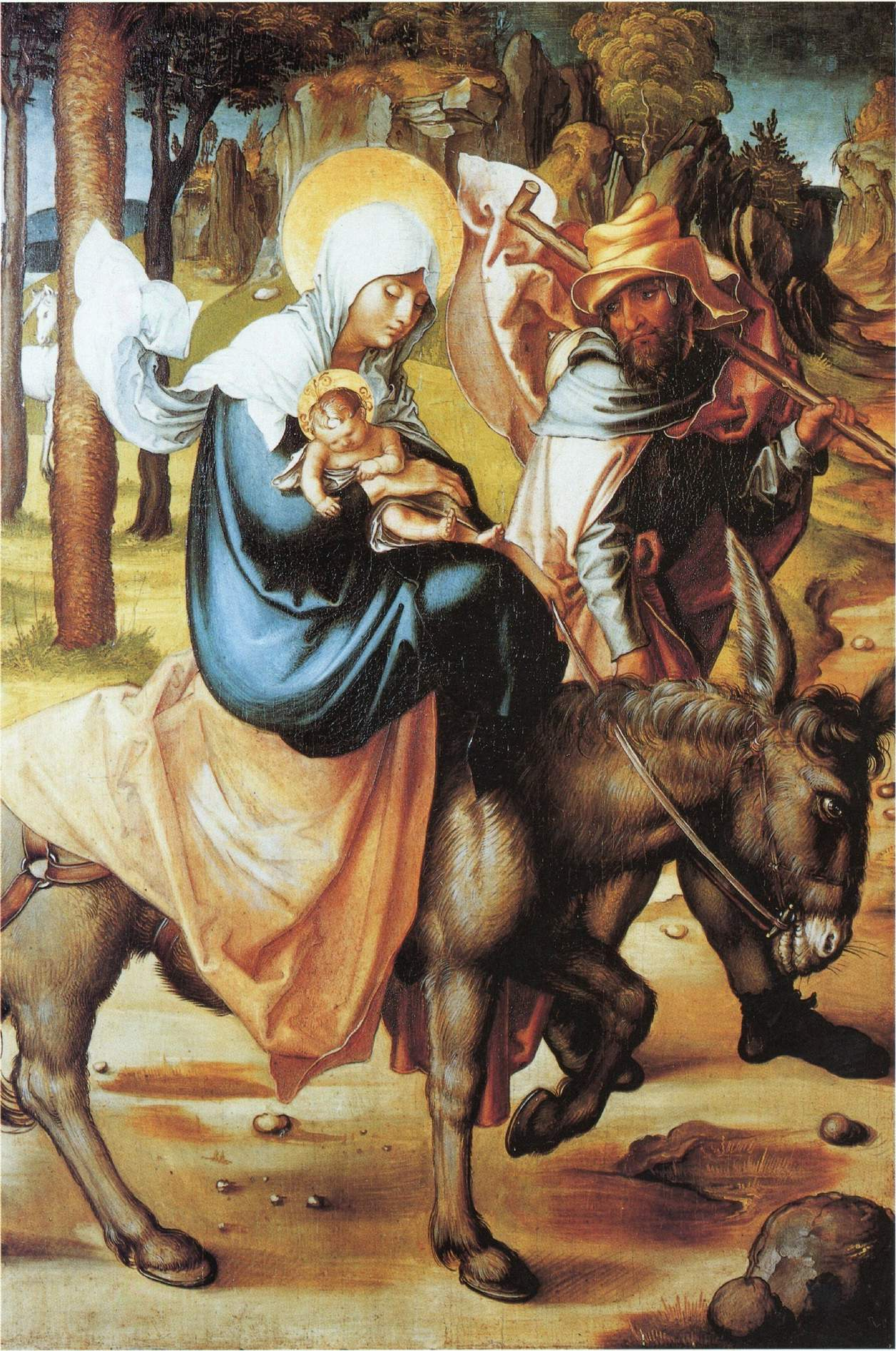
Fuga para o Egipto, cor sobre madeira de Albrecht Dürer, c. 1494–1497

A Sagrada Família é o termo usado para designar a família de Jesus de Nazaré, composta segundo a Bíblia por José, Maria e Jesus. A sua festa no calendário litúrgico é celebrada no domingo que fica na Oitava do Natal.

## Passagens bíblicas
- Anúncio do Anjo a José: «E o Anjo do Senhor lhe apareceu em sonhos, dizendo: "José, filho de David, não temas receber a Maria tua mulher: porque o que dela nasceu, é obra do Espírito Santo.» (Mateus 1:20)
- Fuga para o Egito: fuga para o Egito, por causa da perseguição movida pelo rei Herodes, que queria matar Jesus.
- Jesus perde-se e é encontrado no templo (episódio também conhecido como "Jesus entre os doutores"): «Os pais de Jesus iam todos os anos a Jerusalém, pela festa da Páscoa. Quando ele chegou aos doze anos, subiram até lá, segundo o costume da festa. Terminados esses dias, regressaram a casa e o menino ficou em Jerusalém, sem que os pais o soubessem. Pensando que ele se encontrava na caravana, fizeram um dia de viagem e começaram a procurá-lo entre os parentes e conhecidos. Não o tendo encontrado, voltaram a Jerusalém, à sua procura. Três dias depois, encontraram-no no templo, sentado entre os doutores, a ouvi-los e a fazer-lhes perguntas. Todos quantos o ouviam, estavam estupefactos com a sua inteligência e as suas respostas. Ao vê-lo, ficaram assombrados e sua mãe disse-lhe: «Filho, porque nos fizeste isto? Olha que teu pai e eu andávamos aflitos à tua procura!» Ele respondeu-lhes: «Porque me procuráveis? Não sabíeis que devia estar na casa de meu Pai?» Mas eles não compreenderam as palavras que lhes disse. Depois desceu com eles, voltou para Nazaré e era-lhes submisso. Sua mãe guardava todas estas coisas no seu coração. E Jesus crescia em sabedoria, em estatura e em graça, diante de Deus e dos homens.» (Lucas 2:41–52)